# Cáncer (arma)
Se llamaba cáncer a una variedad de ariete según Carlos Aquino en su obra "Lexicon militaris", Romae, 1724, 2 volúmenes, llamado cangrejo porque se reculaba para que golpeara con más fuerza. Post hoc cancrum ad civitatem peduxerunt. Fuit cancer instrumentum....
E. Alexandre, barón de Bardín, también lo cita en su diccionario militar en 4 volúmenes, siglo XIX ( "Dictionnaire de l'armee de terre,..", París, 1851), como arma catabalística de la Edad Media, "callus". (Crónica Colmariense)